# Novi Lazi (Chorwacja)
Novi Lazi – wieś w Chorwacji, w żupanii primorsko-gorskiej, w gminie Brod Moravice. W 2011 roku liczyła 8 mieszkańców.